# V Hydri
V Hydri är en pulserande variabel av RR Lyrae-typ (RRAB) i stjärnbilden Lilla vattenormen. 
V Hydri varierar mellan visuell magnitud +13,45 och 14,3 med en period av 0,593935 dygn eller 14,2544 timmar. RR Lyrae-stjärnornas period varierar mellan 0,2 och 1,2 dygn med ett medianvärde på 0,5 dygn. V Hydri ligger sålunda en bit över medianvärdet.